# Einbaum von Wasserburg am Bodensee
Als Einbaum von Wasserburg am Bodensee wurde in  Wasserburg nahe am bayerischen Bodenseeufer im Landkreis Lindau (Bodensee) ein bronzezeitlicher Einbaum entdeckt und 2018 geborgen. Die Bordwände sind in den Jahrhunderten verloren gegangen. Der gut erhaltene Boden des Einbaums sieht deshalb heute fast so aus wie ein übergroßes Surfbrett. 2019 folgte ein halber Schädel.

## Auffindung
Das noch auf knapp sieben Meter erhaltene, ursprünglich aber wohl ca. 12 bis 13 Meter lange Boot wurde um das Jahr 2000 von einem Jugendlichen beim Schnorcheln entdeckt, der dem Fund damals jedoch noch keine Bedeutung beimaß. 2015 konnte der Finder das Wrack wiederentdecken. Es lag etwa 170 Meter vor dem Ufer, gegenüber der Mündung des Eschbachs. Zunächst wurden Proben zur Altersbestimmung entnommen und die Bergung vorbereitet. Eine dendrochronologische Bestimmung durch die Bayerischen Gesellschaft für Unterwasserarchäologie (BGfU) sowie eine Radiokarbondatierung der entnommenen Holzproben ergab, dass der für den Bau verwendete Baum etwa 1124 v. Chr. gefällt worden war. Das Wasserfahrzeug ist aus der Hälfte einer mindestens 1,20 Meter dicken Eiche gefertigt. Der Einbaum konnte im April 2018 bei Wassertiefstand im Frühling in einer Gemeinschaftsaktion von BGfU, Archäologischer Staatssammlung München und Bayerischem Landesamt für Denkmalpflege aus etwa vier Metern Tiefe gehoben werden.
Das über Jahrtausende im Flachwasser in Ufernähe überraschend gut erhaltene Holzboot wurde von den Restaurierungswerkstätten der Archäologischen Staatssammlung in München konserviert. In einem langen Prozess wurde das Holz zunächst gründlich gereinigt und dann das in den Zellen gebundene Wasser langsam durch ein Polymer (Polyethylenglykol) ersetzt, das aushärtet und für dauerhafte Stabilität sorgt. Dieser Vorgang dauerte mehrere Jahre.
Der Einbaum, dessen Bug nahezu vollständig erhalten ist und dessen Heck der Erosion offenbar stärker ausgesetzt war, ist in seinem heutigen Zustand noch etwa 6,80 Meter lang und 1,05 Meter breit.
Es ist möglich, dass sich in der Nähe des Fundortes im Mündungsbereich des Eschbaches ursprünglich eine bronzezeitliche Pfahlbausiedlung im Flachwasserbereich befunden hat. Die Entdeckung eines menschlichen Schädels aus dem 10. Jahrhundert v. Chr. in unmittelbarer Nähe zum Einbaum würde diese Theorie stützen.

## Wissenschaftliche Einordnung
Einbäume sind durch archäologische Funde bereits seit der Mittelsteinzeit (Mesolithikum) belegt. Der 1955 in den Niederlanden gefundene Einbaum von Pesse wird mittels 14C-Datierung in den Zeitraum zwischen 6590 und 6040 v. Chr.  datiert. Er ist derzeit das älteste in Europa gefundene Boot. Im mittelitalienischen Braccianosee (Latium) ist 1993 ein etwa 7000 Jahre alter Einbaum entdeckt wurden. Auch die Einbäume von Stralsund (Ostseeküste) sind etwa 7000 Jahre alt.
Im etwa 80 km nördlich von Wasserburg entfernten Federseeried wurde 2012 mit dem Einbaum von Seekirch ein gut erhaltener Einbaum aus der Jungsteinzeit gefunden, ebenso wie in mehreren anderen neolithischen Pfahlbausiedlungen rund um die Alpen.
Der Einbaum von Wasserburg ist neben einem schnurkeramischen Fund aus dem Seerhein bei Wollmatingen, der in das 24./23. Jahrhundert v. Chr. datiert, eines der ältesten bisher im Bodensee gefundenen Wasserfahrzeuge. Im unmittelbar nördlich gelegenen Degersee wurde ein Einbaum mit frühbronzezeitlicher Datierung entdeckt.
Im Januar 2019 wurden in der Nähe des Fundortes bei Wasserburg zudem menschliche Schädelteile gefunden. Ob es sich dabei um Hinweise auf eine prähistorische Siedlung handelt, wird durch die Bayerische Gesellschaft für Unterwasserarchäologie untersucht.